# Matayba opaca
Matayba opaca är en kinesträdsväxtart som beskrevs av Ludwig Radlkofer. Matayba opaca ingår i släktet Matayba och familjen kinesträdsväxter. Utöver nominatformen finns också underarten M. o. fallax.